# Miguel Marques
Miguel Marques (* 28. April 1997 in Portugal) ist ein portugiesischer Koch.

## Werdegang
Nach der Ausbildung kochte Marques im Restaurant The Yeatman in Vila Nova de Gaia (ein Michelinstern), dann im Restaurant Vila Joya bei Dieter Koschina in Albufeira (zwei Michelinsterne). Dann wechselte er zum Restaurant Widder bei Stefan Heilemann in Zürich (zwei Michelinsterne). 2022 wurde er Souschef bei Max Natmessnig im Restaurant Alois im Dallmayr in München (zwei Michelinsterne).
Von August 2023 bis Dezember 2023 war er im Restaurant Alois Interims-Küchenchef; ab Dezember 2023 war er wieder Souschef, Anfang  2024 war er es nicht mehr.

## Auszeichnungen
- 2019: Revolta do Bacalhau[5]
- 2023: Koch des Jahres, 1. Platz[6][7][8]